# 아다치와 시마무라
《아다치와 시마무라》(安達としまむら)는 이루마 히토마가 원작한 일본의 라이트 노벨이다. 일러스트는 논이 맡았으나, 카네코 시즈에가 교체되었다. 전격 문고(KADOKAWA)에서 vol.28부터 발간 중. 2020년 10월부터 12월까지 TV 애니메이션화로 방영되었다.

## 줄거리
체육관 2층. 이곳이 우리가 항상 모이는 장소다. 지금은 수업 중. 당연히 이런 곳에서는 수업을 하지 않는다. 이곳에서 나와 시마무라는 친구가 되었다. 좋아하는 텔레비전 프로그램이나 요리에 대해 이야기하거나 가끔 탁구를 치거나. 우정이라는 것을 키워 나갔다. 머리를 벽에 기댄 채, 나는 작게 숨을 내쉬었다. 대체 이 기분은 뭘까.
어제, 시마무라와 키스하는 꿈을 꾸었다. 나는 그런 쪽 성향이 있는 사람은 아니다. 아마 시마무라도 아닐 거라 생각한다. 다시 한번 말하지만 난 그런 쪽 사람이 아니다. 단지 시마무라가 친구라는 단어를 듣고 가장 먼저 나를 떠올려 주었으면 한다. 정말 그뿐이다.
평범한 일상을 보내는 두 여고생, 나와 시마무라. 그 관계가 살짝 바뀌는 날.